# آیه ۲۸ تا ۳۴ احزاب
آیه ۲۸ تا ۳۴ سوره احزاب، آیاتی در موضوع دستورات و توصیه‌های خدا به زنان محمد است. آیه تطهیر از جمله آیات نامدار قرآن، در میان این آیات قرار گرفته‌است و همین امر سبب شده تا بر طبق سیاق آیات، مفهوم و مصداق آیه تطهیر و اهل بیت، مورد مناقشه و اختلاف قرار گرفته‌است.

## قرائت
قراء اهل مدینه، شیبه، نافع و عاصم «وَ قَرْنَ» را به فتح قاف و الباقی قاریان آن را به کسر قاف قرائت نموده‌اند. در فرض کسره بودن مادّه اصلی آن «وقر یقر وقارا»، یا «قرّ یقرّ قرارا» می‌باشد و در این صورت اصل کلمه «اقررن» است که «راء» اول حذف و حرکت آن به «قاف» داده شده و با وجود حرکت «قاف» از «همزه وصل» بی‌نیاز شده‌است. در صورت فتحه، اصل آن «اقررن» بوده‌است که «راء» اوّل حذف و حرکت آن به «قاف» داده می‌شود. بنابر روایتی که اعمش، راوی سنی مذهب، از ابی الضحی، صحابه پیامبر، نقل کرده‌است، عایشه این آیه را به فتح قاف قرائت کرده‌است.

## تفسیر

### آیه بیست و هشتم
در متن آیه آمده‌است: «یَا أَیُّهَا النَّبِیُّ قُلْ لِأَزْوَاجِکَ إِنْ کُنْتُنَّ تُرِدْنَ الْحَیَاةَ الدُّنْیَا وَزِینَتَهَا فَتَعَالَیْنَ أُمَتِّعْکُنَّ وَأُسَرِّحْکُنَّ سَرَاحًا جَمِیلًا» (ای پیغمبر (گرامی) با زنان خود بگو که اگر شما زندگانی با زیب و زیور دنیا را طالبید بیایید تا من مهر شما را پرداخته و همه را به خوبی و خرسندی طلاق دهم)

### آیه بیست و نهم
در متن آیه آمده‌است: «وَإِنْ کُنْتُنَّ تُرِدْنَ اللَّهَ وَرَسُولَهُ وَالدَّارَ الْآخِرَةَ فَإِنَّ اللَّهَ أَعَدَّ لِلْمُحْسِنَاتِ مِنْکُنَّ أَجْرًا عَظِیمًا» (و اگر طالب خدا و رسول و مشتاق دار آخرت هستید همانا خدا برای نیکوکاران از شما زنان (در قیامت) اجر عظیم آماده کرده‌است)

### آیه سی‌ام
در متن آیه آمده‌است: «یَا نِسَاءَ النَّبِیِّ مَنْ یَأْتِ مِنْکُنَّ بِفَاحِشَةٍ مُبَیِّنَةٍ یُضَاعَفْ لَهَا الْعَذَابُ ضِعْفَیْنِ وَکَانَ ذَلِکَ عَلَی اللَّهِ یَسِیرًا» (ای زنان پیغمبر، از شما هر که به کار ناروای آشکاری دانسته اقدام کند او را دو برابر دیگران عذاب کنند و این بر خدا سهل و آسان است)

### آیه سی و یکم
در متن آیه آمده‌است: «وَمَنْ یَقْنُتْ مِنْکُنَّ لِلَّهِ وَرَسُولِهِ وَتَعْمَلْ صَالِحًا نُؤْتِهَا أَجْرَهَا مَرَّتَیْنِ وَأَعْتَدْنَا لَهَا رِزْقًا کَرِیمًا» (و هر که از شما مطیع فرمان خدا و رسول باشد و نیکوکار شود پاداشش را دو بار عطا کنیم و برای او روزی بسیار نیکو (در بهشت ابد) مهیا سازیم)

### آیه سی و دوم
در متن آیه آمده‌است: «یَا نِسَاءَ النَّبِیِّ لَسْتُنَّ کَأَحَدٍ مِنَ النِّسَاءِ إِنِ اتَّقَیْتُنَّ فَلَا تَخْضَعْنَ بِالْقَوْلِ فَیَطْمَعَ الَّذِی فِی قَلْبِهِ مَرَضٌ وَقُلْنَ قَوْلًا مَعْرُوفًا» (ای زنان پیغمبر، شما مانند دیگر زنان نیستید (بلکه مقامتان رفیع‌تر است) اگر خدا ترس و پرهیزکار باشید، پس زنهار نازک و نرم (با مردان) سخن مگویید مبادا آن که دلش بیمار (هوا و هوس) است به طمع افتد (بلکه متین) و درست و نیکو سخن گویید)

### آیه سی و سوم
در متن آیه آمده‌است: «وَقَرْنَ فِی بُیُوتِکُنَّ وَلَا تَبَرَّجْنَ تَبَرُّجَ الْجَاهِلِیَّةِ الْأُولَی وَأَقِمْنَ الصَّلَاةَ وَآتِینَ الزَّکَاةَ وَأَطِعْنَ اللَّهَ وَرَسُولَهُ إِنَّمَا یُرِیدُ اللَّهُ لِیُذْهِبَ عَنْکُمُ الرِّجْسَ أَهْلَ الْبَیْتِ وَیُطَهِّرَکُمْ تَطْهِیرًا» (و در خانه‌هایتان بنشینید و آرام گیرید (و بی‌حاجت و ضرورت از منزل بیرون نروید) و مانند دوره جاهلیت پیشین با آرایش و خود آرایی بیرون نیایید، و نماز به پا دارید و زکات (مال به فقیران) بدهید و از امر خدا و رسول اطاعت کنید. خدا چنین می‌خواهد که هر رجس و آلایشی را از شما خانواده (نبوت) ببرد و شما را از هر عیب پاک و منزه گرداند (ذیل آیه موافق اخبار شیعه و اهل سنت راجع به شخص پیغمبر و علی و فاطمه و حسنین علیهم السّلام است و اگر راجع به زنان پیغمبر بود بایستی ضمیر مؤنث-عنکنّ-ذکر شود و به سیاق جمل صدر آیه باشد).)
بخش اول آیه ۳۳ سوره احزاب، در ادامه دستورها و توصیه‌ها به زنان پیامبر است که به عقیده مکارم شیرازی، مفسر شیعه، به جهت تأکید بیشتر، مورد خطاب قرار گرفته‌اند. به اجماع شیعه و سنی، بخش اول این آیه در شان زنان محمد نازل شده‌است. در این بخش از آیه و آیه قبل از آن به اهمیت تلاوت قرآن در منزل، لزوم جایگزینی فرهنگ الهی برای فرهنگ جاهلی و تکلیف آور بودن زندگی در خانه پیامبر اشاره دارد. همچنین در این آیه ماندن زن در خانه جهت پرهیز از خودنمایی و جلوه‌گری توصیه شده و رعایت آن را مستلزم عقب‌ماندگی در یادگیری و دانش نمی‌داند. در این آیه، تبرج و خودنمایی، نشانه جاهلیت قلمداد شده و از عقبگرد به آن نهی شده‌است. در بخشی از آیه، دو عنصر نماز و زکات متصل به هم ترسیم شده‌اند.
در بخش اول آیه ۳۳ احزاب، توصیه‌ای خطاب به زنان پیامبر صورت گرفته‌است. اگر عبارت «و قرن» در ابتدای آیه، از ماده وقار باشد، این توصیه، برای رعایت وقار و سکینه صورت گرفته‌است و اگر از ماده قرار باشد، منظور ملزم دانستن زنان پیامبر به سکونت در منزل خویش است. قتاده و مجاهد، دو لغت‌شناس سنی مذهب در خصوص تشریح عبارت تبرج در آیه، آن را به تبخر و خودنمایی ترجمه کرده‌اند. طباطبایی، مفسر شیعه، تبرج را به معنای ظاهر شدن در برابر مردم ترجمه کرده‌است و آن را به برج قلعه که برای همگان آشکار است تشبیه نموده‌است. بقاعی، مفسر سنی مذهب در تفسیر خویش معتقد است که «لاٰ تَبَرَّجْنَ» دستوری برای ممنوعیت خروج زنان پیامبر از خانه‌است که پس از حجة الوداع ابلاغ گردیده‌است. به گفته مقاتل، مفسر سنی مذهب، تبرج آن است که زن، روسری به روی سر انداخته ولی آن را نبندند تا گلوبند و گوشواره او نمایان باشد. همچنین قتاده، منظور از عبارت «اَلْجٰاهِلِیَّهِ اَلْأُولیٰ» را عصر قبل از اسلام دانسته‌است. به گزارش طبرسی، مفسر شیعه مذهب، برخی بر این باورند که منظور از «تَبَرُّجَ اَلْجٰاهِلِیَّهِ اَلْأُولیٰ» سنت و آئین مربوط به جاهلیت بود که بر اساس آن، زن می‌توانست نیمی از بدن خود را به شوهر خویش و نیمی دیگر را به دوستش واگذارد. شعبی، مفسر سنی، نیز جاهلیت مد نظر آیه را، عصر ما بین عیسی و محمد دانسته‌است. ابو العالیه، مفسر سنی مذهب، معتقد است که جاهلیت اولی، دوران داود و سلیمان بوده‌است که زنی، لباسی از حریر و مروارید که طرفین آن دوخته نشده بود می‌پوشید و پشتش نمایان بود. اما کلبی، مفسر سنی مذهب، جاهلیت اولی را دوران پیش از ولادت ابراهیم می‌داند که زنانی لباسی از جنس مروارید به تن می‌کردند و در بازار حرکت و خود را به مردان عرضه می‌کردند. عکرمه، از تابعان سنی مذهب، جاهلیت اولی را به دوران بین نوح و ادریس نسبت داده‌است. فخر رازی، مفسر سنی در تفسیر کبیر می‌نویسد که منظور از جاهلیت اولی، یا عصر پیش از نوح است که در مقابلش جاهلیت آخری است و به پس از دوران نوح گفته می‌شود؛ یا آنکه جاهلیت اولی، معادل جاهلیت قدیم است و در مقابلش جاهلیت آخری وجود ندارد. بقاعی این جاهلیت اولی را قبل از وضع قوانین حجاب در اسلام دانسته‌است. قرائتی، مفسر شیعه در تفسیر نور، با اشاره به روایتی به نقل از تفسیر نورالثقلین، جاهلبت اولی را جاهلیت عصر پیامبر دانسته‌است و جاهلیت آخری را جاهلیت پس از عصر پیامبر می‌داند. طباطبایی، مفسر شیعه نیز با اشاره به تمام معانی ذکر شده در خصوص عبارت جاهلیت اولی، همه آنها را بدون دلیل دانسته و منظور از عبارت را جاهلیت قبل از بعثت دانسته‌است.
ثعلبی در تفسیر خویش و سیوطی در الدرر المنثور، گزارش می‌کنند که به سوده، از همسران محمد، پیشنهاد داده می‌شود که به حج و عمره بپردازد، اما سوده با اشاره به بخش اول آیه، می‌گوید: «چگونه به حج و عمره بروم در حالی که خداوند مرا به ماندن در خانه‌ام امر کرده‌است.» راوی در انتهای روایت گزارش می‌کند که سوده از منزل خویش خارج نشد تا آنکه جنازه وی را برای دفن از منزلش خارج کردند. سیوطی روایاتی را در خصوص توصیه اسلام به عدم خروج زنان از منزل اشاره دارد و در بین آنها به روایتی که ثعلبی در تفسیرش به نقل از سوده گزارش کرده‌است نیز اشاره می‌کند. قرطبی، مفسر سنی مذهب، معنای این فراز از آیه را لزوم سکونت زنان در منزل دانسته‌است و این حکم را مخصوص زنان پیامبر نمی‌داند. وی دلیل مخاطب قرار گرفتن زنان پیامبر در این حکم را، بزرگداشت مقام آنان دانسته‌است. وی همچنین از انتقاد شیعیان به عایشه گزارش داده‌است که بر خلاف دستور آیه مذکور مبنی بر ماندن در خانه و عدم خروج؛ در جنگ جمل شرکت داشته‌است. قرطبی بر این انتقاد چنین پاسخ می‌دهد که عایشه برای پایان دادن به مخاصمه بین مسلمین به جنگ جمل آمده بود و هدفش، اصلاح بین مردم بوده‌است.
فخر رازی، با اشاره به اوامر و نواهی آیه، متذکر می‌شود که دین، همیشه نواهی نیست و اوامر را نیز شامل می‌شود. رازی به تشریح تک تک اوامر می‌پردازد و دستور به اقامه نماز را به جهت عدم تشابه به جباران و متکبران اعلام کرده و دستور به پرداخت زکات را برا تشبه به کریمان دانسته‌است. در نهایت با آوردن عبارت «أَطِعْنَ اَللّٰهَ وَ رَسُولَهُ» متذکر شده‌است که تکالیف تنها به این امور تعلق ندارد و تمام آنچه مورد دستور و منهی الهی است را شامل می‌شود. بقاعی از دستور به پرداخت زکات که نسبت به همسران پیامبر صادر شده‌است، چنین برداشت می‌کند که وضعیت مالی همسران پیامبر، رو به بهبودی و توسعه خواهد گذاشت و این در حالیست که وضعیت معاش زنان پیامبر در دوران نزول قرآن، بسیار ضیق و در تنگنا بود و درخواست زکات از آنان، توجیه نداشته‌است. بقاعی همچنین دلیل انحصار دستورها به نماز و زکات، اصل بودن این دو عبادت در طاعات مالی و بدنی است. این تعبیر بقاعی توسط طباطبایی در المیزان نیز گزارش شده‌است.
با وجود آنکه مادلونگ، شرق‌شناسی مسیحی معتقد است که احتمال دو پاره بودن آیه ۳۳ سوره احزاب را منتفی دانسته‌است؛ اما قرائتی، مفسر شیعه، آیه ۳۳ سوره احزاب را به دو بخش تقسیم کرده‌است که قسمت ابتدایی آن در خصوص زنان پیامبر و قسمت دوم آن در خصوص اهل بیت پیامبر است. قرائتی دلیل این کار را یک فن در فصاحت و بلاغت معرفی کرده‌است که سخن مهم در میان سخنان عادی، توجه و دقت نظر بیشتری را جلب می‌نماید. وی در این خصوص گزارش می‌کند که بخش دوم آیه، به صورت مجزا نازل شده‌است و در جمع‌آوری قرآن در این مکان قرار گرفته‌است. دلیل دیگری که قرائتی به آن اشاره دارد، توصیه به زنان پیامبر است که نسبت به خانهٔ خویش دقت بیشتری داشته باشند چرا که محل عبور معصومان خواهد بود. قرشی، مفسر شیعه در قاموس قرآن نیز به این تغییر لحن و ضمیر آیه اشاره دارد؛ وی توضیح می‌دهد که ضمیرهای آیه‌ها تا قبل از آیه ۳۳ و در فراز اول همین آیه، مؤنث بوده‌است و مخاطب آیه نیز زنان پیامبر بودند؛ اما به ناگاه در فراز دوم آیه ۳۳، ضمیرهای آیه مذکر شده و مخاطب، اهل بیت پیامبر می‌باشند. با مذکر آمدن آیه، مخاطب آیه جمعی مذکر یا جمعی که مذکر نیز در میان آنها بوده‌اند می‌باشد. قرشی مؤنث آمدن آیه بعد را نیز گواهی بر غیریت بین زنان محمد با اهل بیت پیامبر دانسته‌است. نکته دیگر، تفاوت لحن آیه است که از حالت عتاب‌آمیز به کرامت‌بخش تغییر کرده‌است. طباطبایی، مفسر شیعه در المیزان گزارش می‌کند: هیچ‌یک از مفسران شیعه و سنی به این مطلب که بخش دوم (آیه تطهیر) مربوط به بخش اول (آیه ۳۳ سوره احزاب) بوده و در ادامه آن نازل شده، اشاره نداشته‌است. از نظر ادبی و با توجه به امکان حذف این فراز از آیه و خلل وارد نشدن به معنای آیات قبل و بعد، نتیجه گرفته می‌شود که این فراز، می‌تواند جمله معترضه باشد.

### آیه سی و چهارم
در متن آیه آمده‌است: «وَاذْکُرْنَ مَا یُتْلَی فِی بُیُوتِکُنَّ مِنْ آیَاتِ اللَّهِ وَالْحِکْمَةِ إِنَّ اللَّهَ کَانَ لَطِیفًا خَبِیرًا» (و از آن همه آیات الهی و حکمتی که در خانه‌های شما تلاوت می‌شود متذکر شوید (و پند گیرید، و بدانید) که همانا خدا را (به خلق) لطف و مهربانی است و (به حال همه) آگاه است)

## تجزیه و ترکیب
| شماره آیه | متن آیه | تجزیه و ترکیب |
| ۳۳        | ﴿وَ قَرْنَ فِی بُیُوتِکُنَّ وَ لاٰ تَبَرَّجْنَ تَبَرُّجَ اَلْجٰاهِلِیَّهِ اَلْأُولیٰ وَ أَقِمْنَ اَلصَّلاٰهَ وَ آتِینَ اَلزَّکٰاهَ وَ أَطِعْنَ اَللّٰهَ وَ رَسُولَهُ إِنَّمٰا یُرِیدُ اَللّٰهُ لِیُذْهِبَ عَنْکُمُ اَلرِّجْسَ أَهْلَ اَلْبَیْتِ وَ یُطَهِّرَکُمْ تَطْهِیراً﴾ | وَ عطف، قَرْنَ فعل امر مبنی بر سکون و نائب فاعل مرفوع مستتر، فِی حرف جر، بُیُوتِکُنَّ مجرور به حرف جر و مضافٌ‌الیه، وَ عطف، لاٰ حرف جزم، تَبَرَّجْنَ فعل مضارع مبنی بر سکون و نائب فاعل مرفوع، تَبَرُّجَ مفعول مطلق، اَلْجٰاهِلِیَّهِ مضافٌ‌الیه، اَلْأُولیٰ نعت، وَ عطف، أَقِمْنَ فعل امر مبنی بر سکون، اَلصَّلاٰهَ مفعول به، وَ عطف، آتِینَ فعل امر مبنی بر سکون و نائب فاعل مرفوع، اَلزَّکٰاهَ مفعول به، وَ عطف، أَطِعْنَ فعل امر مبنی بر سکون، ائب فاعل مرفوع، اَللّٰهَ مفعول به، وَ عطف، رَسُولَهُ معطوف و مضافٌ‌الیه، إِنَّمٰا حرف مکفوفه، یُرِیدُ فعل مضارع مرفوع به ضمه، اَللّٰهُ فاعل، لِـ لام ناصبه یُذْهِبَ فعل مضارع مبنی بر فتح، عَنْکُمُ جار و مجرور، اَلرِّجْسَ مفعول به و حرف ندا محذوف، أَهْلَ منادی، اَلْبَیْتِ مضافٌ‌الیه، وَ عطف، یُطَهِّرَکُمْ فعل مضارع مبنی بر فتح و مفعول به، فاعل هو محذوف، تَطْهِیراً مفعول مطلق |

## یادداشت
1. ↑  کسانی که «قَرْنَ» را به فتح قاف قرائت کرده‌اند، معنای فعل را «اقررن» می‌دانند که به معنای الزام به ماندن در خانه است. (رک: ثعلبی، تفسیر ثعلبی، ۸:‎ ۳۴.)